# Anisodes radiata
Anisodes radiata là một loài bướm đêm trong họ Geometridae.